# Elecciones parlamentarias de Cabo Verde de 2001
Las elecciones parlamentarias de Cabo Verde de 2001 tuvieron lugar el 14 de enero del mencionado año con el objetivo de renovar la Asamblea Nacional unicameral, que ejercería su mandato por el período 2001-2006. Fueron las sextas elecciones parlamentarias desde la independencia, y las terceras desde la instauración de la democracia multipartidista. Bajo la constitución y la ley electoral entonces vigente, se debían elegir 72 diputados por medio de representación proporcional por listas en distritos plurinominales, representando 66 al archipiélago y 6 a los votantes en el extranjero.
De cara a los comicios, el líder del gobernante Movimiento para la Democracia (MpD), Carlos Veiga, dimitió como primer ministro en julio de 2000 para presentarse como candidato del partido en las elecciones presidenciales, que tendrían lugar un mes más tarde. Debido a esto, Gualberto do Rosário asumió como jefe de Gobierno y encabezó el oficialismo en las elecciones. El opositor Partido Africano de la Independencia de Cabo Verde (PAICV), otrora partido único del país, también encaró las elecciones bajo una nueva dirigencia, siendo José María Neves su nuevo líder luego de que el ex primer ministro Pedro Pires renunciara para disputar la presidencia de la república. Hubo otras tres formaciones en disputa: la Alianza Democrática para el Cambio (ADM), coalición tripartita compuesta por los partidos Unión Caboverdiana Independiente y Democrática (UCID), Partido de la Convergencia Democrática (PCD), y el Partido del Trabajo y la Solidaridad (PTS); el Partido de la Renovación Democrática (PRD); y el Partido Social Demócrata (PSD).
En un clima económico y político desfavorable para el oficialismo, el Partido Africano de la Independencia de Cabo Verde obtuvo la victoria con el 49,50% de los votos y una mayoría absoluta de 40 escaños parlamentarios sobre un 40,55% obtenido por el Movimiento para la Democracia, que experimentó una caída de veinte puntos en relación con voto popular y perdió 20 escaños, ubicándose en segundo puesto con 30 bancas. La Alianza Democrática para el Cambio obtuvo un resultado muy por debajo de sus aspiraciones, con un 6,12% de los votos, pero de todas formas consiguió retener la representación parlamentaria con dos bancas con respecto a la única que tenía el PCD antes de las elecciones. El Partido de la Renovación Democrática obtuvo el 3,38% de los votos pero no consiguió obtener escaños en ninguna circunscripción, el resultado más alto obtenido por un partido sin lograr representación parlamentaria desde la democratización. Por último, el Partido Social Demócrata logró solo el 0,45% de los votos. Probablemente debido al descontento general, la participación disminuyó considerablemente, a solo un 55,53% del electorado registrado.

## Antecedentes
Las elecciones parlamentarias de diciembre de 1995 resultaron en una aplastante victoria para el gobernante Movimiento para la Democracia (MpD), liderado por el primer ministro Carlos Veiga, triunfo que se conoció como la «ola verde». Ante la derrota sufrida, el opositor Partido Africano de la Independencia de Cabo Verde (PAICV), que había regido el país en el marco de un régimen de partido único desde la independencia en 1975 hasta 1991, parecía encarar la desaparición política. Sin embargo, el gobierno del MpD comenzó a ver mermada su popularidad a finales de la década de 1990 debido a los múltiples escándalos de corrupción, así como denuncias de brutalidad policial, y una progresiva renovación de la población en edad de votar, pues muchos de los nuevos votantes no recordaban demasiado del período del partido único o eran menos receptivos a las acusaciones contra el PAICV. A esto se sumó un debilitamiento de la economía y un aumento del desempleo que afectó principalmente a la creciente clase media urbana, hasta entonces la mayor fuente de votos que tenía el oficialismo.
En ese contexto, las elecciones municipales de 2000 resultaron en un sorpresivo repunte para el PAICV, que logró convertirse en la fuerza más votada a nivel nacional y tomó el control de la capital, Praia, y otras ciudades importantes como Santa Catarina y Santa Cruz. Por su parte, el Partido del Trabajo y la Solidaridad (PTS), tercera fuerza que lideraba el escritor Onésimo Silveira, obtuvo el triunfo en São Vicente, el segundo municipio más poblado del país, evidenciando un gran deterioro para el MpD. A pesar del desgaste de su partido, Veiga dimitió como primer ministro al mes siguiente para presentarse como candidato en las elecciones presidenciales del año siguiente, en las que tendría que competir contra su predecesor y líder del PAICV, Pedro Pires. Asumió el cargo Gualberto do Rosário, hasta entonces vice primer ministro. Pires entregó el liderazgo del PAICV a José María Neves, recientemente electo alcalde de Santa Catarina, en el Congreso del Partido en junio del mismo año. Neves era un reformista y socialdemócrata que se había unido al partido en 1989, cuando el régimen de partido único ya estaba llegando a su fin, lo que implicó un gran rejuvenecimiento para la principal formación opositora.
El escenario de las terceras fuerzas también varió. El ascenso de Do Rosário al liderazgo del MpD y la jefatura de gobierno motivó la deserción del exalcalde de Praia, Jacinto Santos, quien fundó el Partido de la Renovación Democrática (PRD), secundado por figuras destacadas como Helio Sanches y José Luís Livramento, debilitando aún más al oficialismo. Mientras tanto, el recién establecido PTS, junto con la Unión Caboverdiana Independiente y Democrática (UCID), ambos fuertes en la región del Barlovento, establecieron una coalición con el Partido de la Convergencia Democrática (PCD) de Eurico Monteiro, la cual recibió el nombre de Alianza Democrática para el Cambio (ADM). Por último, se postuló por segunda vez el Partido Social Demócrata (PSD), encabezado por João Alem.

## Reglas electorales

### Sistema electoral
Las elecciones se realizaron bajo la Constitución del 6 de septiembre de 1992, y la Ley Electoral del 30 de diciembre de 1994. La misma establecía una Asamblea Nacional unicameral con 72 escaños, elegidos mediante escrutinio proporcional plurinominal con listas cerradas. El país se dividía en diecisiete circunscripciones con entre dos y catorce escaños cada una, dando un total de 66 escaños de representación nacional. Los otros seis pertenecen a tres circunscripciones diseñadas para representar a la población caboverdiana residente en el extranjero, con dos escaños cada una, existiendo una circunscripción en América, África, y Europa y el resto del mundo.
Los residentes que podrían registrarse para votar debían ser ciudadanos caboverdianos que tuvieran dieciocho años edad, y no estuvieran bajo tutela especial, se consideraran mentalmente enfermos o estuvieran encarcelados con una condena penal. Los mismos requisitos se requerían para presentar una candidatura, sin diferencias en cuanto a la ciudadanía.

### Cargos por circunscripción
| Circunscripción | Circunscripción | Circunscripción         | Diputados |
| --------------- | --------------- | ----------------------- | --------- |
| 1.ª             | Boavista        | Boavista                | 2         |
| 2.ª             | Brava           | Brava                   | 2         |
| 3.ª             | Maio            | Maio                    | 2         |
| 4.ª             | Mosteiros       | Mosteiros               | 2         |
| 5.ª             | Paul            | Paul                    | 2         |
| 6.ª             | Porto Novo      | Porto Novo              | 3         |
| 7.ª             | Praia           | Praia                   | 13        |
| 8.ª             | Ribeira Grande  | Ribeira Grande          | 4         |
| 9.ª             | Sal             | Sal                     | 2         |
| 10.ª            | Santa Catarina  | Santa Catarina          | 7         |
| 11.ª            | Santa Cruz      | Santa Cruz              | 4         |
| 12.ª            | São Domingos    | São Domingos            | 2         |
| 13.ª            | São Filipe      | São Filipe              | 2         |
| 14.ª            | São Miguel      | São Miguel              | 2         |
| 15.ª            | São Nicolau     | São Nicolau             | 2         |
| 16.ª            | São Vicente     | São Vicente             | 11        |
| 17.ª            | Tarrafal        | Tarrafal                | 4         |
| 18.ª            | Diáspora        | África                  | 2         |
| 19.ª            | Diáspora        | América                 | 2         |
| 20.ª            | Diáspora        | Europa e Resto do Mundo | 2         |

## Partidos participantes
| Partido | Partido                                            | Sigla | Líder                | Circunscripciones disputadas | Circunscripciones disputadas | Circunscripciones disputadas | Circunscripciones disputadas | Circunscripciones disputadas | Circunscripciones disputadas | Circunscripciones disputadas | Circunscripciones disputadas | Circunscripciones disputadas | Circunscripciones disputadas | Circunscripciones disputadas | Circunscripciones disputadas | Circunscripciones disputadas | Circunscripciones disputadas | Circunscripciones disputadas | Circunscripciones disputadas | Circunscripciones disputadas | Circunscripciones disputadas | Circunscripciones disputadas | Circunscripciones disputadas |
| Partido | Partido                                            | Sigla | Líder                | 1.ª                          | 2.ª                          | 3.ª                          | 4.ª                          | 5.ª                          | 6.ª                          | 7.ª                          | 8.ª                          | 9.ª                          | 10.ª                         | 11.ª                         | 12.ª                         | 13.ª                         | 14.ª                         | 15.ª                         | 16.ª                         | 17.ª                         | 18.ª                         | 19.ª                         | 20.ª                         |
| ------- | -------------------------------------------------- | ----- | -------------------- | ---------------------------- | ---------------------------- | ---------------------------- | ---------------------------- | ---------------------------- | ---------------------------- | ---------------------------- | ---------------------------- | ---------------------------- | ---------------------------- | ---------------------------- | ---------------------------- | ---------------------------- | ---------------------------- | ---------------------------- | ---------------------------- | ---------------------------- | ---------------------------- | ---------------------------- | ---------------------------- |
|         | Movimiento para la Democracia                      | MpD   | Gualberto do Rosário | Sí                           | Sí                           | Sí                           | Sí                           | Sí                           | Sí                           | Sí                           | Sí                           | Sí                           | Sí                           | Sí                           | Sí                           | Sí                           | Sí                           | Sí                           | Sí                           | Sí                           | Sí                           | Sí                           | Sí                           |
|         | Partido Africano de la Independencia de Cabo Verde | PAICV | José María Neves     | Sí                           | Sí                           | Sí                           | Sí                           | Sí                           | Sí                           | Sí                           | Sí                           | Sí                           | Sí                           | Sí                           | Sí                           | Sí                           | Sí                           | Sí                           | Sí                           | Sí                           | Sí                           | Sí                           | Sí                           |
|         | Alianza Democrática para el Cambio                 | ADM   | Jorge Carlos Fonseca | Sí                           | Sí                           | Sí                           | Sí                           | Sí                           | Sí                           | Sí                           | Sí                           | Sí                           | Sí                           | Sí                           | Sí                           | Sí                           | Sí                           | Sí                           | Sí                           | Sí                           | Sí                           | Sí                           | Sí                           |
|         | Partido de la Renovación Democrática               | PRD   | Jacinto Santos       | Sí                           | Sí                           | Sí                           | Sí                           | Sí                           | Sí                           | Sí                           | Sí                           | Sí                           | Sí                           | Sí                           | Sí                           | Sí                           | Sí                           | Sí                           | Sí                           | Sí                           | Sí                           | Sí                           | Sí                           |
|         | Partido Social Demócrata                           | PSD   | João Além            | Sí                           | No                           | No                           | No                           | No                           | No                           | Sí                           | Sí                           | No                           | Sí                           | Sí                           | Sí                           | No                           | Sí                           | No                           | Sí                           | Sí                           | Sí                           | Sí                           | Sí                           |

## Campaña
La campaña, que se desarrolló a lo largo de los últimos meses del año 2000 y enero de 2001, se consideró mucho más tranquila respecto a la de las elecciones de 1995. Observadores extranjeros determinaron que la convivencia política entre las distintas fuerzas del país había mejorado notablemente, con un ambiente mucho más relajado. Más allá de las quejas al desarrollo logístico de la elección por parte de la oposición y denuncias de uso de los medios nacionales para favorecer al oficialismo. José Vicente Lopes, columnista portugués del diario Público, afirmó que serían «las mejores elecciones jamás celebradas en Cabo Verde».
El Movimiento para la Democracia hizo campaña centrándose en resaltar los logros de sus diez años de gestión y se comprometió a luchar contra el paro, una de las principales problemáticas que azotaban al país en ese momento. Sin embargo, su discurso se vio desgastado y afectado por el agotamiento después de una década de gobernar con un poder casi absoluto, además de los diversos escándalos de corrupción y denuncias de brutalidad policial. Se acusó al partido de mostrar una actitud soberbia e intolerante, y de presentar propuestas poco coherentes. Un incidente destacado protagonizado por el primer ministro Gualberto do Rosário fue un discurso en la isla de Santo Antão, en el cual se comprometió a construir cincuenta hoteles, diciendo por error «50 mil hoteles» (número superior incluso a la cantidad de habitantes de la isla), lo que motivó numerosas burlas. El oficialismo también se comprometió a construir un túnel que conectara Ribeira Grande y Porto Novo, proyecto que se consideró poco viable. La falta de conexión del partido con el electorado joven, que no recordaba demasiado el período de partido único, se consideró el principal obstáculo para una nueva victoria del MpD.
Por su parte, el opositor Partido Africano de la Independencia de Cabo Verde centró su campaña en criticar la política económica del gobierno, acusándola de ser la principal responsable del alto desempleo. Su líder y candidato a primer ministro, José María Neves, señaló que, tras una década de gobierno del MpD, la mayoría de los ciudadanos vivían en viviendas precarias, sin agua ni electricidad, y se comprometió a «crear las condiciones para que los caboverdianos puedan vivir con más dignidad». El partido concurrió a los comicios con su liderazgo renovado en la figura de Neves, alcalde de Santa Catarina que representaba a una facción reformista y socialdemócrata del antiguo partido socialista. Esto le permitió desligarse de su pasado como fuerza gobernante bajo un régimen autoritario y atraer al electorado más joven. Neves encabezó mítines en todo el país y recorrió el Barlovento, principal fuente de votos del MpD, llegando incluso a realizar concentraciones exitosas en Mindelo (la segunda ciudad más poblada del país y bastión del oficialismo) e incluso en Santo Antão, la isla más hostil al PAICV por los episodios de represión ocurridos allí durante el período unipartidista, en lo que se denominó «fenómeno Zé Maria».

## Resultados

### Resultado general
|  | 49.50 % |

|  | 40.55 % |

|  | 6.12 % |

|  | 3.38 % |

|  | 0.45 % |

|  | 96.65 % |

|  | 0.63 % |

|  | 2.72 % |

|  | 100.00 % |

|  | 55.53 % |

### Resultado por circunscripción
| Circunscripción | Circunscripción | Circunscripción |        |        |      |        |        |      |       |        |      |       |        |      |       |       |      |
| Circunscripción | Circunscripción | Circunscripción | Votos  | %      | Esc. | Votos  | %      | Esc. | Votos | %      | Esc. | Votos | %      | Esc. | Votos | %     | Esc. |
| --------------- | --------------- | --------------- | ------ | ------ | ---- | ------ | ------ | ---- | ----- | ------ | ---- | ----- | ------ | ---- | ----- | ----- | ---- |
| 1.ª             | Boa Vista       | 2               | 733    | 44,32% | 1    | 857    | 51,81% | 1    | 15    | 0,91%  | 0    | 45    | 2,72%  | 0    | 4     | 0,24% | 0    |
| 2.ª             | Brava           | 2               | 1.347  | 49,45% | 1    | 1.310  | 48,09% | 1    | 32    | 1,17%  | 0    | 33    | 1,21%  | 0    | —     | —     | —    |
| 3.ª             | Maio            | 2               | 895    | 37,31% | 1    | 1.329  | 55,39% | 1    | 72    | 4,29%  | 0    | 103   | 3,01%  | 0    | —     | —     | —    |
| 4.ª             | Mosteiros       | 2               | 2.086  | 62,14% | 1    | 1.221  | 36,37% | 1    | 11    | 0,33%  | 0    | 39    | 1,16%  | 0    | —     | —     | —    |
| 5.ª             | Paul            | 2               | 1.420  | 41,78% | 1    | 1.897  | 55,81% | 1    | 30    | 0,88%  | 0    | 30    | 1,53%  | 0    | —     | —     | —    |
| 6.ª             | Porto Novo      | 3               | 2.694  | 46,58% | 1    | 2.853  | 49,34% | 2    | 136   | 2,35%  | 0    | 100   | 1,73%  | 0    | —     | —     | —    |
| 7.ª             | Praia           | 14              | 16.475 | 53,56% | 8    | 10.118 | 32,87% | 5    | 2.744 | 8,92%  | 1    | 1.292 | 4,20%  | 0    | 139   | 0,45% | 0    |
| 8.ª             | Ribeira Grande  | 3               | 3.188  | 39,29% | 1    | 4.240  | 52,24% | 2    | 270   | 3,32%  | 0    | 364   | 4,50%  | 0    | 53    | 0,65% | 0    |
| 9.ª             | Sal             | 2               | 2.340  | 55,84% | 1    | 1.605  | 38,31% | 1    | 79    | 1,89%  | 0    | 166   | 3,96%  | 0    | —     | —     | —    |
| 10.ª            | Santa Catarina  | 7               | 5.414  | 49,35% | 4    | 4.454  | 40,58% | 3    | 507   | 4,62%  | 0    | 551   | 5,02%  | 0    | 47    | 0,43% | 0    |
| 11.ª            | Santa Cruz      | 4               | 5.379  | 53,16% | 2    | 4.306  | 42,56% | 2    | 172   | 1,70%  | 0    | 235   | 2,32%  | 0    | 26    | 0,26% | 0    |
| 12.ª            | São Domingos    | 2               | 1.325  | 32,54% | 1    | 2.132  | 52,37% | 1    | 164   | 4,03%  | 0    | 432   | 10,61% | 0    | 18    | 0,45% | 0    |
| 13.ª            | São Filipe      | 4               | 4.488  | 61,94% | 3    | 2.429  | 33,53% | 1    | 279   | 3,85%  | 0    | 49    | 0,68%  | 0    | —     | —     | —    |
| 14.ª            | São Miguel      | 2               | 1.202  | 30,37% | 1    | 2.347  | 59,30% | 1    | 201   | 5,08%  | 0    | 191   | 4,83%  | 0    | 17    | 0,43% | 0    |
| 15.ª            | São Nicolau     | 2               | 1.613  | 36,01% | 1    | 2.622  | 58,52% | 1    | 79    | 1,76%  | 0    | 166   | 3,71%  | 0    | —     | —     | —    |
| 16.ª            | São Vicente     | 11              | 11.480 | 50,47% | 6    | 7.880  | 34,65% | 4    | 2.920 | 12,84% | 1    | 355   | 1,56%  | 0    | 110   | 0,48% | 0    |
| 17.ª            | Tarrafal        | 2               | 1.416  | 36,01% | 1    | 2.063  | 52,45% | 1    | 204   | 5,19%  | 0    | 220   | 5,59%  | 0    | 30    | 0,76% | 0    |
| 18.ª            | África          | 2               | 1.247  | 53,57% | 1    | 709    | 30,46% | 1    | 89    | 3,82%  | 0    | 244   | 10,47% | 0    | 39    | 1,68% | 0    |
| 19.ª            | América         | 2               | 1.897  | 69,13% | 2    | 654    | 23,84% | 0    | 151   | 5,50%  | 0    | 22    | 0,80%  | 0    | 20    | 0,73% | 0    |
| 20.ª            | Europa          | 2               | 1.221  | 55,98% | 2    | 560    | 25,68% | 0    | 247   | 11,32% | 0    | 100   | 4,59%  | 0    | 53    | 2,43% | 0    |
| Total           | Total           | 72              | 67.860 | 49,50% | 40   | 55.586 | 40,55% | 30   | 8.389 | 6,12%  | 2    | 4.630 | 3,38%  | 0    | 620   | 0,45% | 0    |

### Diputados electos
| Distrito electoral    | Distrito electoral | Partido | Partido   | Miembro                               |
| --------------------- | ------------------ | ------- | --------- | ------------------------------------- |
| Boavista              | Boavista           |         | MpD       | José Luis Santos                      |
| Boavista              | Boavista           |         | PAICV     | Aristides Lima                        |
| Brava                 | Brava              |         | PAICV     | Carlos Augusto Duarte de Burgo        |
| Brava                 | Brava              |         | MpD       | José António Pinto Monteiro           |
| Maio                  | Maio               |         | MpD       | José Luis Santos                      |
| Maio                  | Maio               |         | PAICV     | Aristides Lima                        |
| Mosteiros             | Mosteiros          |         | PAICV     | Sidónio Fontes Lima Monteiro          |
| Mosteiros             | Mosteiros          |         | MpD       | Francisco Fortunato Paulino B. Amado  |
| Paul                  | Paul               |         | MpD       | Orlanda Maria Duarte Santos Ferreira  |
| Paul                  | Paul               |         | PAICV     | Alcídio José Gonçalves                |
| Porto Novo            | Porto Novo         |         | MpD       | Amadeu João da Cruz                   |
| Porto Novo            | Porto Novo         |         | MpD       | Aníbal Azevedo Fonseca                |
| Porto Novo            | Porto Novo         |         | PAICV     | Alberto Josefá Barbosa                |
| Praia                 | Praia              |         | PAICV     | José María Neves                      |
| Praia                 | Praia              |         | PAICV     | Dario Laval Dantas dos Reis           |
| Praia                 | Praia              |         | PAICV     | Nuno de Santa Maria Martins Duarte    |
| Praia                 | Praia              |         | PAICV     | Hermínia Gomes da Cruz C. Ferreira    |
| Praia                 | Praia              |         | PAICV     | Eduardo Monteiro                      |
| Praia                 | Praia              |         | PAICV     | Rui Mendes Semedo                     |
| Praia                 | Praia              |         | PAICV     | Ramiro Andrade Alves de Azevedo       |
| Praia                 | Praia              |         | PAICV     | Emanuel António Rodrigues Furtado     |
| Praia                 | Praia              |         | MpD       | Gualberto do Rosário                  |
| Praia                 | Praia              |         | MpD       | Agostinho Lopes                       |
| Praia                 | Praia              |         | MpD       | Maria Helena Nobre Morais Semedo      |
| Praia                 | Praia              |         | MpD       | José Filomeno de Carvalho Monteiro    |
| Praia                 | Praia              |         | MpD       | Januária Tavares Silva Moreira Costa  |
| Praia                 | Praia              |         | ADM (PCD) | Eurico Monteiro                       |
| Ribeira Grande        | Ribeira Grande     |         | MpD       | António Jorge Delgado                 |
| Ribeira Grande        | Ribeira Grande     |         | MpD       | Orlando Rocha Delgado                 |
| Ribeira Grande        | Ribeira Grande     |         | PAICV     | Januário da Rocha Nascimento          |
| Sal                   | Sal                |         | PAICV     | Sara Maria Duarte Lopes               |
| Sal                   | Sal                |         | MpD       | Victor Manuel Évora                   |
| Santa Catarina        | Santa Catarina     |         | PAICV     | Jorge Maria Ferreira Querido          |
| Santa Catarina        | Santa Catarina     |         | PAICV     | Manuel Monteiro da Veiga              |
| Santa Catarina        | Santa Catarina     |         | PAICV     | João Baptista Correia Pereira         |
| Santa Catarina        | Santa Catarina     |         | PAICV     | Honorio Sanches de Brito              |
| Santa Catarina        | Santa Catarina     |         | MpD       | André Lopes Afonso                    |
| Santa Catarina        | Santa Catarina     |         | MpD       | Austilino Tavares Correia             |
| Santa Catarina        | Santa Catarina     |         | MpD       | Domingos Semedo Varela                |
| Santa Cruz            | Santa Cruz         |         | PAICV     | José Manuel Gomes Andrade             |
| Santa Cruz            | Santa Cruz         |         | PAICV     | Victor Moreno Baessa                  |
| Santa Cruz            | Santa Cruz         |         | MpD       | Orlando Pereira Dias                  |
| Santa Cruz            | Santa Cruz         |         | MpD       | Pedro Alexandre Tavares Rocha         |
| São Domingos          | São Domingos       |         | MpD       | Alexandre Dias Monteiro               |
| São Domingos          | São Domingos       |         | PAICV     | Mario José Carvalho de Lima           |
| São Filipe            | São Filipe         |         | PAICV     | Atelano João Henrique Dias Fonseca    |
| São Filipe            | São Filipe         |         | PAICV     | Lívio Fernandes Lopes                 |
| São Filipe            | São Filipe         |         | PAICV     | Maria Jose Barbosa Teixeira           |
| São Filipe            | São Filipe         |         | MpD       | Jorge Arcanjo Livramento Nogueira     |
| São Nicolau           | São Nicolau        |         | MpD       | Teófilo de Figueiredo Almeida Silva   |
| São Nicolau           | São Nicolau        |         | PAICV     | Franklim do Rosário Spencer           |
| São Miguel            | São Miguel         |         | MpD       | Filipe Baptista Gomes Furtado         |
| São Miguel            | São Miguel         |         | PAICV     | Alindo Vicente Silva                  |
| São Vicente           | São Vicente        |         | PAICV     | Manuel Inocêncio Sousa                |
| São Vicente           | São Vicente        |         | PAICV     | Mário Anselmo Couto de Matos          |
| São Vicente           | São Vicente        |         | PAICV     | João Marelino do Rosário              |
| São Vicente           | São Vicente        |         | PAICV     | Antero Lima Coelho                    |
| São Vicente           | São Vicente        |         | PAICV     | Filomena de Fátima Ribeiro V. Martins |
| São Vicente           | São Vicente        |         | PAICV     | Jean Emanuel da Cruz                  |
| São Vicente           | São Vicente        |         | MpD       | Rui Alberto de Figueiredo Soares      |
| São Vicente           | São Vicente        |         | MpD       | Humberto André Cardoso Duarte         |
| São Vicente           | São Vicente        |         | MpD       | José Pires do Santos                  |
| São Vicente           | São Vicente        |         | MpD       | João Baptista Ferreira Medina         |
| São Vicente           | São Vicente        |         | ADM (PTS) | Onésimo Silveira                      |
| Tarrafal              | Tarrafal           |         | MpD       | Mário Gomes Fernandes                 |
| Tarrafal              | Tarrafal           |         | PAICV     | Arnaldo Andrade Ramos                 |
| Diáspora caboverdiana | África             |         | PAICV     | António Pedro Duarte                  |
| Diáspora caboverdiana | África             |         | MpD       | Armando Jorge Lopes Monteiro          |
| Diáspora caboverdiana | América            |         | PAICV     | Alberto Alves                         |
| Diáspora caboverdiana | América            |         | MpD       | Jovino Fernando de Oliveira Pires     |
| Diáspora caboverdiana | Europa             |         | MpD       | Amancio Gonçalves Monteiro Varela     |
| Diáspora caboverdiana | Europa             |         | PAICV     | Manuel Amaro Rodrigues Monteiro       |